# Шестнадцатый
Шестнадцатый (арм. Տասնվեցերորդը) — немой фильм.

## Сюжет
История изобличения предателя, по вине которого погибли члены большевистской организации.

## В ролях
- А. Горелов — Полежаев
- В.Вишневская — Ася
- П. Волховский — студент
- Татевос Сарьян — офицер контрразведки
- Эдуард Ходжик — второй офицер
- Л. Коломенский — мобилизованый

## Съёмочная группа
- художники-постановщик — Михаил Арутчян
- ассистенты режиссёра — С. Аслибекян, А. Мадатов
- помощник режиссёра — П. Дейкарханов
- монтажер — Г.Брагинский
- главный администратор — Е. Есаян

## Технические данные
- чёрно-белый, немой
- премьера 14 мая 1929